# Worcesterbes
De worcesterbes (Ribes divaricatum) behoort tot de ribesfamilie (Grossulariaceae). Ze groeit in het wild in het noordwesten van Noord-Amerika, van Brits-Columbia tot Californië. Meest voorkomend op vochtige veengrond maar klaart zich ook op meer kleiachtige grond, en groeit uit tot grote struiken (tot 3 meter hoog) met veel harde doorns.  Ze is niet makkelijk te plukken, maar heeft middelgrote zoet-zure bessen met veel smaak. 
De worcesterbes wordt gekruist met zwarte bes en kruisbes. De kruising wordt in de handel gebracht als jostabes.